# Clint Mathis
Clint Mathis (Conyers, 25 novembre 1976) è un ex calciatore statunitense, di ruolo attaccante.

## Carriera
Nella sua carriera, Mathis ha giocato per i Los Angeles Galaxy, per i MetroStars, per l'Hannover 96, per il Real Salt Lake, per i Colorado Rapids, per i New York Red Bulls e per l'Ergotelis.

## Palmarès

### Club
- Campionato MLS: 1

Real Salt Lake: 2009

### Nazionale
- Gold Cup: 1

2002

### Individuale
- MLS Best XI: 1

2000